# Hu Mei (réalisatrice)
Pour les articles homonymes, voir Hu Mei.
Hu Mei, née le 2 septembre 1958 à Pékin, est une réalisatrice et productrice de cinéma et de télévision chinoise. Habituellement classée parmi les réalisateurs de la cinquième génération, puisqu'elle est diplômée de la classe de 1982 des réalisateurs de l'Académie de cinéma de Pékin, elle est la camarade de classe de réalisateurs célèbres de la cinquième génération tels que Chen Kaige et Tian Zhuangzhuang.
En 1997, elle a réalisé la série télévisée historique Yōngzhèng Wángcháo (zh), qui est bien accueillie par la critique en Chine continentale. Depuis, elle a réalisé plusieurs séries télévisées, dont Han wu da dì (zh) (2005), Qiao jia da yuan (zh) (2006) et Cao Cao (zh) (2014).
En 2007, elle a été sélectionnée pour réaliser l'adaptation en série télévisée du roman classique chinois Le Rêve dans le pavillon rouge, mais s'est désistée (elle a été remplacée par Li Shaohong). Son film Confucius (2010), avec Chow Yun-fat dans le rôle du personnage éponyme, est sorti à Pékin le 14 janvier 2010.

## Biographie
Hu était une actrice de la troupe de théâtre moderne de la Division politique générale de l'Armée populaire de libération. Son père était chef d'orchestre et sa mère chanteuse. Elle a appris à jouer du piano dès son plus jeune âge. Lorsque l'Académie du cinéma de Pékin a rouvert ses portes en 1978, elle s'est inscrite à la classe de réalisation sous les encouragements de son père.
Après avoir obtenu son diplôme en 1982, elle est affectée au studio de Bayi. En 1984, elle réalise son premier film, Nu er lo (女儿楼). Deux ans plus tard, son film Yuanli zhanzhengde niandai (远离战争的年代), considéré comme le premier film psychologique chinois, lui vaut plusieurs prix internationaux.
Hu a failli partir en France pour faire un doctorat en cinéma, mais a abandonné l'idée à la dernière minute. Elle a passé près de dix ans à tourner des publicités pour la télévision. Elle commence également à réaliser des films plus commerciaux. Yōngzhèng Wángcháo (zh) est sa première grande série télévisée à succès. Depuis, elle est considérée comme une réalisatrice de séries télévisées de premier plan en Chine.

## Filmographie

### Réalisateur
- 1985 : Nu er lo (女儿楼, nǚ ér lóu)
- 1987 : Yuanli zhanzhengde niandai (远离战争年代, yuǎn lí zhàn zhēng nián dài)
- 1988 : Wu qiang qiang shou (无枪枪手, wú qiāng qiāng shǒu)
- 1991 : Jiang hu ba mian feng (江湖八面风, jiāng hú bā miàn fēng)
- 1991 : Qing gui lu dao (鹭岛情, lù dǎo qíng)
- 2002 : Am anderen Ende der Brücke[5] (芬妮的微笑, fēn nī de wēi xiào)
- 2010 : Confucius (孔子, kǒng zǐ)
- 2018 : Jin Huang Cheng (zh) (进京城, jìn jīng chéng)